# Lehtinenia arcus
Espèce
Lehtinenia arcus est une espèce d'araignées aranéomorphes de la famille des Tetrablemmidae.

## Distribution
Cette espèce est endémique de Hainan en Chine,.

## Publication originale
- Lin & Li, 2010 : New armored spiders of the family Tetrablemmidae from China. Zootaxa, no 2440, p. 18-32.